# Hmotná nouze
Hmotná nouze je stav, kdy člověk, občan nemá dostatečné příjmy, aby si vlastním přičiněním zabezpečil základní životní potřeby. Občan, který nemůže vlastním přičiněním nebo za pomoci své rodiny tyto potřeby uspokojit (typicky v důsledku nízkého příjmu) a nedisponuje ani majetkem, jehož prodejem, pronájmem či jiným využitím by mohl získat prostředky k zajištění svých potřeb, má zpravidla v rozvinutých zemích nárok na pomoc od státu. Společensky uznanou hranicí příjmu občana, pod níž nastává stav hmotné nouze, je tzv. životní minimum, které je stanoveno právní normou. Charakteristickou formou takové sociální pomoci jsou peněžité a věcné dávky, jež tvoří třetí pilíř sociálního zabezpečení. V případě dávek pomoci v hmotné nouzi se jedná o takzvané dávky nepojistné, jež jsou financovány prostřednictvím příspěvků státu a dalších institucí, nejsou tedy financovány platbami pojistného občanů.

## Terminologie
Hmotná nouze úzce souvisí s pojmy chudoba a životní minimum. Chudoba označuje nedostatek hmotných zdrojů a jedná se obecný pojem, který není exaktně definován. Světová banka často používá definici člověka, co přežívá na příjmu 1,25 $, nicméně tato definice není odpovídající pro rozvinuté státy, kde tento příjem nepopisuje chudobu dostatečně přesně. Hmotná nouze by se dala považovat za speciální stav absolutní chudoby. V absolutní chudobě není člověk schopen uspokojit své nejzákladnější potřeby jako je strava, ošacení a bydlení. Hmotná nouze přímo popisuje stav, kdy nedostatek hmotných zdrojů začne omezovat zajištění základních životních podmínek. Zde může dojít k záměně s výrazem životní minimum. Životní minimum je minimální hranice peněžních příjmů fyzických osob k zajištění výživy a ostatních základních osobních potřeb. Ve skutečnosti se životní minimum používá k posuzování hmotné nouze. Nicméně hmotná nouze se posuzuje společně s příjmy a sociálními a majetkovými poměry dalších osob. Tato formulace se vyskytuje v zákoně. Poměry další osob nejčastěji odkazuje na členy domácnosti a rodinné příslušníky především děti. Na rozdíl od životního minima, které bere v potaz pouze jednotlivé fyzické osoby.

## Hmotná nouze v zákoně
Potřeba ukotvit tento pojem v zákoně vyplývá už z Listiny základních práv a svobod,  který byla přijata v roce 1992 a která je součástí českého ústavního pořádku. Níže citovaný článek 30 zmiňuje pojem hmotná nouze v odstavci 2.
| „                                  | Článek 30 (1) Občané mají právo na přiměřené hmotné zabezpečení ve stáří a při nezpůsobilosti k práci, jakož i při ztrátě živitele. (2) Každý, kdo je v hmotné nouzi, má právo na takovou pomoc, která je nezbytná pro zajištění základních životních podmínek. (3) Podrobnosti stanoví zákon. | “ |
| — Listina základních práv a svobod | |   |

Je nutné však podotknout, že pojem „hmotná nouze“ není sám o sobě v žádných právních normách explicitně definován. Hmotnou nouzi do českého právního řádu zakotvuje Listina základních práv a svobod ve svém čl. 30 odst. 2, díky němuž je garantována pomoc od státu každému, kdo se v hmotné nouzi nachází (viz výše). Samotný systém pomoci v hmotné nouzi je v České republice realizován na základě zákona č. 111/2006 Sb., s platností od 1. ledna. 2007. Zákon neobsahuje jasně stanovené vymezení pojmu hmotné nouze, jak již bylo výše zmíněno, v zákoně jsou primárně stanoveny situace, kdy se daná osoba považuje za osobu nacházející se v hmotné nouzi dle zákona a orgán pomoci v hmotné nouzi tento stav pouze deklaruje. Na rozdíl od životního minima, které je v zákoně přesně definované, je k posouzení hmotné nouze nutné brát v potaz mnoho faktorů, a tak ponechává zákon v mnoha případech na správním uvážení, zda bude danou osobu považovat za osobu nacházející se v situaci hmotné nouze či nikoliv. Na druhé straně judikatura vykládá hmotnou nouzi jako sociální událost konstruovanou právním řádem České republiky.
Problematika tohoto systému není řešena pouze v rámci zákona č. 111//2006 Sb., o pomoci v hmotné nouzi, ale zasahuje do mnoha dalších právních předpisů nejen na vnitrostátní, ale i na evropské úrovni. Kupříkladu Evropská sociální charta je jedním z předpisů, který řeší problematiku ochrany lidských práv a státy, které chartu ratifikovaly, se tímto činem zavázaly k zajištění sociální pomoci osobám s nedostatkem prostředků.

### Kdo je v hmotné nouzi
Ustanovení § 2 zákona o pomoci v hmotné nouzi definuje několik případů, kdy může být fyzická osoba považována ve stavu hmotné nouze. V hmotné nouzi je osoba, která:
- jejíž příjem a příjem posuzovaných osob nedosahuje částky na živobytí.
- dosahuje částky na živobytí, ale kvůli celkovým majetkovým poměrům ji hrozí újma na zdraví.
- postihne vážná mimořádná událost a její celkové sociální a majetkové poměry jsou takové, že jí neumožňují překonat nepříznivou situaci vlastními silami; vážnou mimořádnou událostí se rozumí zejména živelná pohroma (povodeň, vichřice a vyšší stupně větrné pohromy, zemětřesení), požár nebo jiná destruktivní událost, ekologická nebo průmyslová havárie.
- nemá vzhledem k příjmům a  celkovým sociálním poměrům dostatečné prostředky k úhradě nezbytného jednorázového výdaje, spojeného zejména se zaplacením správních poplatků, nákladů spojených s pořízením nebo opravou nezbytných základních předmětů dlouhodobé potřeby a úhradou související se vzděláním nebo zájmovou činností nezaopatřeného dítěte.
- s ohledem na neuspokojivé sociální zázemí  a nedostatek finančních prostředků nemůže sama úspěšně řešit svoji situaci a je ohrožena sociálním vyloučením.

### Kdo není v hmotné nouzi
Zákon stanovuje, které podmínky nesmí nastat, aby osoba mohla být považována v hmotné nouzi. Tyto podmínky upravuje § 3 zákona o pomoci v hmotné nouzi. Ministerstvo práce a sociálních věcí poskytuje následující zjednodušený výklad toho, kdo není v hmotné nouzi. Jde o osobu:
- která prokazatelně neprojevuje snahu zvýšit si příjem vlastním přičiněním,
- která není v pracovním nebo obdobném vztahu, nevykonává samostatnou výdělečnou činnost a není vedena v evidenci uchazečů o zaměstnání, popřípadě osoba, která je v pracovním nebo obdobném vztahu, ale nemá z těchto vztahů v rozhodném období příjem,
- která je vedena v evidenci uchazečů o zaměstnání a bez vážných důvodů odmítla vykonávat krátkodobé zaměstnání nebo účastnit se v cíleném programu k řešení zaměstnanosti, a to po dobu tří kalendářních měsíců následujících po měsíci, ve kterém došlo k odmítnutí,
- které nevznikl nárok na nemocenské proto, že si úmyslně přivodila dočasnou pracovní neschopnost, nebo jí vznikla dočasná pracovní neschopnost zaviněnou účastí ve rvačce, bezprostředním následkem opilosti nebo užití omamných prostředků anebo spáchání úmyslného trestného činu, a proto jí nemocenské nenáleží nebo náleží ve snížené výši,
- která je osobou samostatně výdělečně činnou a její příjem po odečtení přiměřených nákladů na bydlení nedosahuje částky živobytí proto, že se nepřihlásila k nemocenskému pojištění,
- které byl za neplnění povinností zákonného zástupce dítěte spojených s řádným plněním povinné školní docházky uložen správní trest podle zákona upravujícího přestupky, a to po dobu 3 měsíců ode dne nabytí právní moci rozhodnutí o uložení správního trestu,
- která nastoupila výkon zabezpečovací detence nebo trestu odnětí svobody nebo byla vzata do vazby, a to počínaje prvním dnem kalendářního měsíce, následujícím po kalendářním měsíci, ve kterém tato skutečnost nastala, za předpokladu že uvedená skutečnost k tomuto dni nadále trvá,
- které se poskytuje ústavní péče v psychiatrické léčebně pro dlouhodobě nemocné déle než 3 měsíce
- které byla dávka odejmuta podle § 45 odst. 2 nebo § 49 odst. 5, nebo s ní společně posuzovanou osobou, a to po dobu 3 kalendářních měsíců následujících po kalendářním měsíci, ve kterém byla dávka odejmuta.[8]

## Role státu
Politologie deklaruje různé funkce státu a jednou z nich je starat se o své občany. Již římský císař Augustus poskytoval těm, co si ho nemohli dovolit. Nicméně většina sociální péče poskytované státem byla ustanovena až v 19. a 20. století. Tato vlna nově zavedené sociální péče se pojila s novou myšlenkou sociálního státu, která přetrvala až do současnosti. Sociální stát vyzdvihuje v soudobé společnosti význam zvětšující se role státu v sociální politice a přidává státu novou zodpovědnost starat se o blahobyt svých občanů. Z toho vyplývá, že odpovědnost za základní životní podmínky není pouze věcí jednotlivých občanů a jejich rodin, ale zároveň i věcí veřejnou. Zatímco do Francouzské revoluce stát poskytoval především bezpečnost, myšlenkový směr osvícenství požadoval po státu novou funkci podpory blahobytu, a zabezpečení v chudobě byl prostředek jak toho dosáhnout. V dnešní době je u rozvinutých státu již standardem poskytovat alespoň nějakou formu sociální pomoci.
Pomoc v hmotné nouzi plní také funkci přerozdělení příjmů ve společnosti, kdy od bohatších obyvatel se příjmy putují k chudší části obyvatelstva. Zde přerozdělování pro chudší obyvatele slouží, aby si mohli zajistit základní životní potřeby. Podpora v hmotné nouzi je tak prvotní cíl přerozdělování příjmu, aby ti nejchudší dosáhli alespoň na základní lidské potřeby. Druhotný cíl přerozdělování příjmů se snaží snížit relativní chudobu, ale to už je nad rámec primárních lidských potřeb.
Oficiálně ministerstvo práce a sociálních věcí deklaruje cíl pomoci v hmotné nouzi jako předcházení sociálnímu vyloučení. Tento princip souvisí s oběma výše zmíněnými principy. Sociální inkluze zvyšuje blahobyt všech občanů a prostředkem k jeho dosažení je přerozdělování příjmu.

### Orgány pomoci v hmotné nouzi
Zákon o pomoci v hmotné nouzi v § 6 vymezuje Ministerstvo práce a sociálních věcí a krajské pobočky Úřadu práce České republiky jako orgány pomoci v hmotné nouzi. Ministerstvo dohlíží na vyplácení dávek a kontroluje chod systému. Jednotlivé Úřady práce nejčastěji posuzují nárok občanů na vyplacení dávek. Působnost Úřadu práce může být podle § 7 zákona o pomoci v hmotné nouzi přenesena na pověřené obecní úřady nebo obecní úřady obcí s rozšířenou působností a ty pak mohou vykonávat některé úkony spoje s pomocí v hmotné nouzi.
Žádost o přiznání dávek pomoci v hmotné nouzi musí být podána v písemné podobě a to v podobě formuláře a příloh na příslušní Úřad práce České republiky. Příslušnost k úřadu se posuzuje podle místa trvalého bydliště. Formulář je možné získat na úřadu. Alternativně je možné stáhnutí formuláře na webové stránce ministerstva. Tento formulář musí být následně vytisknut a podán na úřadu práce. Elektronická žádost není možná. Pracovníci jsou povinni žádost přijmout. Ministerstvo jim dále dává povinnost pomoci žadateli s vyplněním a informováním o jejích nároku na dávky. Pouze písemné rozhodnutí Úřadu práce vyhodnocuje nárok žadatele na dávky. Proti rozhodnutí úřadu práce se občan může odvolat.

## Dávky
Osobě v hmotné nouzi může být poskytnuta pomoc prostřednictvím sociálních dávek. Tyto dávky nemohou být přiznány zpětně. A to dávky následující:
- Měsíčně:
  - příspěvek na živobytí
  - doplatek na bydlení
- Jednorázové:
  - mimořádná okamžitá pomoc

Moderní systém sociální pomoci staví na předpokladu, že každý občan, v podmínkách svobodného trhu a demokratické společnosti, nese odpovědnost za sebe a svou budoucnost sám. Proto je systém jednotlivých dávek pomoci v hmotné nouzi koncipován tak, aby postiženým osobám byla pomoc poskytnuta, ale zároveň aby je motivovala k soběstačnosti a k odstranění závislosti na sociálních dávkách. Z tohoto důvodu bývá jejich výše určována přímo na základě životního minima, aby poskytnutá pomoc pokrývala pouze potřeby životu nezbytné. Jde primárně o pomoc aktivizující, která má vést k dosažení schopnosti soběstačného života. Významně pohlíženo je rovněž na snahu čelit tíživé situaci a zakládá se na myšlence, že každá osoba, která pracuje, by se měla mít lépe než ta, která nepracuje nebo se práci vyhýbá. Starší právní úprava hmotné nouze, dříve označované jako sociální potřebnost, obsahovala oproti té nynější relativně snadno splnitelné podmínky. Získání finanční podpory ze strany státu bylo tedy poměrně jednoduché, to však mělo za následek absenci motivační funkce a vedlo to k obecnému snížení snahy jednotlivců se z nepříznivé situace vymanit vlastním přičiněním.
Tento neblahý fakt byl asociován zejména s mnohočlennými rodinami s nízkou kvalifikací, jež nemohly výdělečnou činností dosáhnout takových příjmů, kterých se jim dostalo formou dávek od státu, což mělo za následek snížení obecné ochoty participace na trhu práce. Nynější úprava zavazuje stát k zajištění výživy a základních životních podmínek každého jedince, který se ocitne v situaci sociálně nepříznivé, avšak díky zpřísnění pravidel, a v neposlední řadě i zvyšování minimálních mezd, je zároveň eliminován okruh osob, jež splňují podmínky k dosažení dávek, a tím je do jisté míry limitováno i případné zneužívání dávkového systému.

### Dávky a státní rozpočet
Dávky jsou vypláceny ze státního rozpočtu. V roce 2019 bylo na dávky v hmotné nouzi vyhrazeno státním rozpočtem 4 800 mil Kč a vyplaceno bylo 4 409 mil. Kč V roce 2018 bylo vyhrazeno 7 782 mil. Kč a vyplaceno 5 353 mil. Kč. Státní rozpočet České republice  v roce 2019 a 2018 byl 1551,74 mld. a 1400,97 mld. Dávky na pomoc v hmotné nouzi tedy tvořili pouhých 0.28% v roce 2019 a 0.56% v roce 2018. V laické veřejnosti může existovat pocit, že sociální dávky tvoří velkou část výdajů státu. Ve skutečnosti je to jen velmi malá část výdajů. Dávky v hmotné nouzi v roce 2019 spolu s dávky pro osoby se zdravotní postižením byly dvě nejmenší položky v ročním součtu vyplacených dávek.
Co se týče údajů z roku 2020, jsou do značné míry srovnatelné s těmi z roku 2019. Na dávky pomoci v hmotné nouzi bylo vyčleněno 4900 mil. Kč, z čehož téměř 98% této částky bylo vyčerpáno. Zaměřit se můžeme podrobněji i na distribuci jednotlivých dávek. Nejvíce dávek hmotné nouze bylo za rok 2020 vyplaceno v Moravskoslezském a Ústeckém kraji, přičemž vyplacené měsíční částky v těchto dvou krajích dohromady tvořily více než 40% ze všech celorepublikově vyplacených dávek hmotné nouze. Tyto dva kraje vyčnívají i v případě výdajů na dávky pomoci v hmotné nouzi přepočtených na jednoho obyvatele. Nejvyšší výdaje zaznamenal právě Moravskoslezský kraji (953 Kč), zatímco nejnižší průměrné výdaje na občana byly v Kraji Vysočina (195 Kč).
Pro rok 2021 vyčlenil státní rozpočet pro dávky na pomoc v hmotné nouzi téměř 5.5 miliardy korun. Nakonec se z této částky za rok 2021 vyčerpalo 5 233 mil. Kč. Jinými slovy se za rok skutečně vyčerpalo 95,9 % částky stanovené státním rozpočtem. V porovnáním s předešlým rokem 2020 se celková částka dávek hmotné nouze zvýšila o 445 mil. Kč. Průměrně bylo v roce 2021 vyplaceno 104 tisíc dávek na pomoc v hmotné nouzi za měsíc, což je o 7 600 více než v roce 2020 a o 4 900 více než za rok 2019. Nejvíce příspěvků za rok 2021 bylo vyplaceno jako příspěvek na živobytí, kterých bylo průměrně 65,1 tisíc měsíčně. Doplatků na bydlení se průměrně měsíčně vyplatilo 34,9 tisíc a nejméně (pouhých 3,9 tisíc v průměru za měsíc) se vyplatilo dávek mimořádné okamžité pomoci. Při porovnávání jednotlivých krajů se situace za rok 2021 příliš nezměnila. Nejvíce dávek se opět vyplatilo v Moravskoslezském (celkem 25 283 dávek za rok) a Ústeckém kraji (15 502 dávek ročně). Dohromady bylo pouze v těchto dvou krajích vyplaceno téměř 40 % všech dávek pomoci v hmotné nouzi vyplacených za rok v České republice, což je srovnatelné s minulým rokem.  V meziročním srovnání výdajů na dávky pomoci v hmotné nouzi na jednoho obyvatele jak v Moravskoslezském kraji, tak v kraji Vysočina, došlo ke nárůstu. V Moravskoslezském byla dávka na jednoho obyvatele v roce 2020 953 Kč, kdežto v roce 2021 to činilo 994 Kč. V kraji Vysočina nebyl pak nárůst tak velký – ze 195 Kč na jednoho obyvatele na 207 Kč v roce 2021. 
Dávky pomoci v hmotné nouzi jsou tři druhy – příspěvek na živobytí, doplatek na bydlení a mimořádná okamžitá pomoc. Z těchto tří druhů se dlouhodobě nejvíce vyplácí dávky na příspěvek na živobytí – za rok 2021 bylo z celkových 5 233 mil. Kč jako příspěvek na živobytí vyplaceno 3 285 mil. Kč, v roce 2020 tvořily příspěvky na živobytí 3 071 mil. Kč z celkových 4 788 mil. Kč, v roce 2019 pak 2 751 mil. Kč z 4 409 mil. Kč a v roce 2018 to bylo 3 395 mil. Kč z 5 353 mil. Kč. Příspěvek na živobytí tvoří i největší část podaných žádostí o vyplacení dávek. Podle Českého statistického úřadu bylo průměrně za měsíc vyplaceno za rok 2021 65,1 tisíc dávek, v roce 2020 to bylo 61,6 tisíc dávek. Druhou největší položkou dávky pomoci v nouzi je doplatek na bydlení. V roce 2021 bylo jako doplatek na bydlení vyplaceno 1 765 mil. Kč, což bylo v průměru měsíčně 34,9 tisíc dávek. Za rok 2020 pak bylo průměrně za měsíc vyplaceno 32,8 tisíc dávek, a celkově bylo za rok vyplaceno 1 628 mil. Kč. Nejmenší položkou dávek na pomoc v hmotné nouzi je, jak už napovídá název, mimořádná okamžitá pomoc. Ta tvoří pouze malou část celkových výdajů na dávky – v roce 2021 to činilo pouhých 183 mil. Kč, za rok 2020 pak 89 mil. Kč. Předešlé dva roky, 2019 a 2018, byly pak výdaje na dávky na mimořádnou okamžitou pomoc ještě menší, pouhých 53, respektive 64, mil. Kč. I počet vyplacených dávek na mimořádnou pomoc je výrazně menší než u dalších dvou položek – pouhých 3 900 dávek na mimořádnou pomoc bylo průměrně vyplaceno za měsíc v roce 2021, a předchozí roky je toto číslo ještě menší. Obecně počet průměrných měsíčních vyplacených dávek v posledních deseti letech klesá – v porovnání s rokem 2014 je počet vyplacených dávek ve všech třech oblastech v roce 2021 téměř poloviční. 

## Kompenzační bonus
Kompenzační bonus je podpora státem pro osoby samostatně výdělečně činné, anebo pro společníky společnosti s ručením omezením, jejich činnost byla omezena nebo zcela přerušena v souvislosti s rozšířením nemoci COVID 19. Nárok na kompenzační bonus mají osoby samostatně výdělečně činné, či fyzické osoby, které jsou společníkem společnosti s ručením omezením. Nárok mají i osoby, které samostatně výdělečnou činnost vykonávají jako činnost vedlejší. Výjimkou jsou ovšem osoby, které v důsledku své činnosti byly účastna nemocenského pojištění jako zaměstnanec, nebo kteří pobírají podporu v nezaměstnanosti. Nárok také nemají společníci společností s ručením omezením, jejíž obrat za minulé bonusové období nepřekročil 180 000 Kč. Na druhou stranu nárok na bonus mají i osoby které již nějaké dávky, jako třeba starobní či invalidní důchod, nebo matky pobírající pomoc v mateřství, pokud tyto osoby rovněž vykonávají samostatnou výdělečnou činnost. 
Kompenzační bonus je vyplácen jako náhrada za výkon činnosti osob OSVČ či společností s ručením omezením, pokud tato činnost nemohla být buď úplně anebo z části vykonávána na obvyklou míru v důsledku ohrožení zdraví nebo jako dopad krizových opatřeních souvisejících s pandemií COVID 19. Důvodů pro omezení výkonu je celá řada. Jedním z nich je nutnost uzavření provozu či jeho omezení v provozovnách subjektu kompenzačního bonusu. Dalším důvodem je nutnost dodržování karantény, a to jednak přímo subjektem kompenzačního bonusu nebo i jeho zaměstnancem. Dále jde o poklesu poptávky po výsledcích výdělečné činnosti, jako jsou výrobky nebo služby. Kompenzační bonus také kompenzuje omezení nebo zrušení dodávek nebo služeb potřebných pro výkon výdělečné činnosti OSVČ nebo společnosti s ručením omezením. Jelikož je předmětem kompenzace výkon výdělečné činnosti, nelze mít nárok na ty dny, kdy byl výkon činnosti přerušen, pokud důvod přerušení neměl souvislost s nemocí COVID 19. 
Za rok 2020, kdy se kompenzační bonus ve spojitosti s pandemií COVID 19 zavedl, byla výše kompenzačního bonusu 500 Kč za každý kalendářní den bonusového období. Bonusových období byla v roce 2020 celá řada a dělila se dělila na jarní a podzimní bonusová období. První jarní bonusové období bylo období od 12. března do 30. dubna, druhé jarní bonusové období pak období od 1. května do 8. června. Podzimních bonusových období bylo hned šest a vzájemně na sebe navazovala.  První podzimní bonusové období začínalo 5. října 2020, a poslední šesté podzimní bonusové období končilo až 15. února následující roku 2021. Celkově bylo za rok 2020 podáno 2,4 milionu žádostí o kompenzační bonus a dohromady bylo vyplaceno na bonusech téměř 44 miliard Kč. 
Kompenzační bonus vyplácený během roku 2021 a zákon o něm je vesměs stejný jako ten z předešlého roku 2020. Na rozdíl od roku 2020 byla výše kompenzačního bonusu vyplácena osobám OSV4 nebo společníkům společností s ručením omezením zvýšena na 1 000 Kč za každý kalendářní den bonusového období oproti bonusu 500 Kč z předchozího roku. Tato vyšší částka bonusu byla ovšem vyplácena pouze, jednalo-li se o bonus za omezení či přerušení provozu z jiných důvodů, než byla pouze karanténa nebo izolace. V tomto činil kompenzační bonus pouze 500 Kč za každý kalendářní den bonusového období, kdy byla nařízena karanténa nebo izolace. Bonusových období v roce 2021 bylo celkem čtyři – od začátku února do konce května byl každý měsíc považován za jedno bonusové období. 
Posledním rokem, kdy se vyplácel kompenzační bonus, byl rok 2022. Maximální částka kompenzačního bonusu byla pro tento rok 1 000 Kč za každý kalendářní den bonusového období, během kterých vznikl subjektu kompenzačního bonusu na tento bonus nárok. Kompenzační období byla v roce 2022 dvě – první bylo již na podzim roku 2021 od 22. listopadu do 31. prosince, druhé bonusové období pak bylo období od 1. ledna 2022 do 31. ledna 2022. 
Příjem z kompenzačního bonusu se započítává do příjmů, ze kterých se pak následně stanovují nároky na dávky pro pomoc v hmotné nouzi a na dávky státní sociální podpory.